# Dactylorhiza
Dactylorhiza  es un género de orquídeas que incluye unas sesenta  especies , las cuales están estrechamente relacionadas con el género Orchis.  Se distribuyen desde Europa hasta Asia central. Son de hábito terrestre y tienen tubérculos.

## Etimología
El nombre Dactylorhiza procede de las palabras griegas "daktylos" (dedo) y "rhiza" (raíz). Esto es por la forma de los dos  tubérculos subterráneos que caracteriza a las especies del género. Dactylorhiza estuvo anteriormente clasificada dentro del género Orchis.

## Hábitat
Estas orquídeas se encuentran distribuidas a lo largo de la zona subartica y la parte templada del hemisferio Norte: en Europa, desde Escandinavia al norte de África; incluso en Madeira, Islandia, oeste de Asia, norte de Asia, los Himalayas, Norteamérica y también en Alaska.

## Descripción
Estas orquídeas terrestres se desarrollan en suelos básicos y prados húmedos, linderos de bosques y en áreas donde la arboleda está clareando. En estos gruesos tallos subterráneos pueden almacenar gran cantidad de agua, que les permiten sobrevivir en condiciones de sequía.  
Poseen grandes hojas lanceoladas, y en la mayoría de las especies también moteadas. Desarrollan un tallo largo que alcanza una altura de 70-90 cm. Las hojas de la parte superior son más pequeñas que las hojas más bajas del tallo.     
La inflorescencia, comparada con la longitud de la planta es más bien corta. Siendo un racimo compacto con unas 25-50 flores. Estas se desarrollan a partir de unos capullos axilares. Los colores predominantes son gradaciones del rosa al rojo, moteados con manchas más oscuras.